# Ngroto (Kismantoro)
Ngroto is een bestuurslaag in het regentschap Wonogiri van de provincie Midden-Java, Indonesië. Ngroto telt 3680 inwoners (volkstelling 2010).